# Ma Jian
Ma Jian (马建) est un écrivain, poète, photographe, peintre et romancier chinois né à Qingdao le 18 août 1953.

## Biographie
Ma Jian commence sa carrière comme journaliste au service de la propagande des syndicats chinois jusqu'en 1983.
En 1986, il quitte Pékin pour Hong Kong car ses œuvres satiriques sont très peu appréciées du gouvernement chinois. En 1997 il quitte la Chine pour l'Allemagne puis à partir de 1999 il s'établit à Londres où il habite toujours.
Selon Gao Xingjian, prix Nobel de littérature, Ma Jian est « une des voix les plus courageuses et importantes de la littérature chinoise actuelle ».
Le recueil La Mendiante de Shigatze se déroule au Tibet. Ma Jian n'idéalise pas la culture tibétaine dans ces nouvelles cruelles et parfois choquantes, il y évoque notamment l'inceste. Le livre est interdit en Chine, officiellement en raison de sa vulgarité et de l'image qu'il donne du peuple tibétain.
Dans Nouilles chinoises, roman dont l'action se situe à Beijing dans les années 1990, Ma Jian narre le dialogue entre un écrivain à la solde du Parti et un donneur de sang professionnel qui dînent ensemble. Leur amitié est pourtant improbable, l'écrivain n'a qu'un rêve : entrer dans le Grand Dictionnaire des Auteurs Chinois, alors que l'autre s'enrichit grâce à son travail : aider les entreprises chinoises à fournir leurs quotas de sang. Au cours d'un dîner, l'écrivain fait part à son ami de la dernière commande du parti : raconter l'histoire d'un soldat ordinaire sacrifiant sa vie à la cause révolutionnaire, mais il n'a guère envie de l'écrire car il pense à un tout autre livre qui parlerait des gens qu'il croise tous les jours, et dont la vie lui semble bien plus représentative de la Chine qu'il connaît.
L'action de Chemins de poussière rouge se passe au début des années 1980, quand Ma Jian a fui les risques d'incarcérations liés à la campagne de lutte contre la « pollution spirituelle » (c'est-à-dire contre « la libéralisation bourgeoise » de Deng Xiaoping). Ma Jian raconte sa propre odyssée de 3 ans à travers le Tibet, les déserts ou les côtes Sud de la Chine, pays intolérant à ses yeux où l'autorité est « répressive et hypocrite ». Au cours de ce long périple en charrette, en bus, et souvent à pied, avec seulement un sac à dos, il poursuit une quête intérieure, liée à sa relation avec le bouddhisme. Il écrit un poème dans la ville de Golmud. Récit d'un Chinois devenu étranger à son propre pays, d'un voyage pittoresque et riche de culture, le livre permet aussi de plonger dans la Chine profonde, de découvrir ses populations et ses minorités.
Le héros de Beijing coma, blessé en juin 1989, lors de la répression du mouvement étudiant, ne peut que percevoir les bruits et les odeurs ; et se souvenir... Le roman de Ma Jian décrit au jour le jour la révolte du printemps 1989 sur la place Tiananmen. Il montre aussi l'évolution d'une mère face au cynisme des dirigeants.

## Œuvres
- 1987 : La mendiante de Shigatze, nouvelles (亮出你的舌苔或空空荡荡, en français : Actes Sud 1993)
- 1990 : Nouilles chinoises (拉面者, en français : Flammarion 2005)
- Chienne de vie ! (en français : Actes Sud 1993)
- 1999 : Chemins de poussière rouge (红尘, en français Éditions de l'Aube 2005,  (ISBN 2-87678-978-7))
- 2008 : Beijing Coma (en) éditeur original Chatto et Windus (en français : Flammarion, 2008)
- 2012 : La Route sombre (阴之道, en français : Flammarion, 2014)
- 2018 : China Dream (en français : Flammarion, 2019)